# Keops
 For alternative betydninger, se Keops (flertydig). (Se også artikler, som begynder med Keops)
Keops (den græske version af hans egyptiske navn Khufu (oprindeligt Khnum-Khufu med betydningen "[guden] Khnum beskytter mig")) var den anden farao i det fjerde dynasti i oldtidens Egypt. Han var søn af sin forgænger, farao Sneferu, og dronning Hetepheres 1., og skal have haft tre koner. Ironisk nok er den eneste bevarede statue af ham den mindste kongelige skulptur fra egyptisk oldtid, en 7,5 cm høj elfenbensstatue fundet ved Abydos. Så sent som i det 26. dynasti var hans gravkult stadig levende, og hans popularitet forøgedes i den romerske periode.
Selv var han far til såvel sin efterfølger, Djedefre, som dennes efterfølger, Khafre. Hans græske navn Χέοψ (udtalt Cheops) stammer fra Herodot og Diodorus Siculus), hvorimod Manetho kaldte ham Σοῦφις (Sufis). Josefus) kaldte ham Σοφe (Sofe). Senere arabiske historikere, som omtalte Keops og pyramidene, kaldte ham "Saurid" eller "Salhuk".
Keops regerede fra omkring 2589 f.Kr. til 2566 f.Kr., og er mest er kendt for konstruktionen af Keopspyramiden, hvor han ligger begravet. Pyramiden er i dag et af verdens syv underværker. Fra Herodot kommer idéen om, at Keops anvendte slaver til at få rejst pyramiden. Herodot beskrev Keops som en ond og grusom hersker, der tvang sin egen datter til prostitution da han gik tom for penge til sit byggeri. I Westcar-papyruset beskrives Keops derimod som venlig mod sine undersåtter, med interesse for folks levevilkår og magi.
Khufu fik ni sønner og 15 døtre. Dronning Merities var mor til tronarvingen, prins Kawab, som imidlertid døde før sin far og derfor aldrig blev konge. Der var mistanke om, at hans bror Djedefre stod bag dødsfaldet, som han fik fordel af.
Rudyard Kipling skrev et vers om, at pyramidens hemmelighed nok egentlig var, at bygherren havde snydt Keops for mange millioner:
Who shall doubt the secret hid
under Cheops' pyramid
is that the contractor did
Cheops out of several millions?